# Cephetola
Cephetola es un género de mariposas perteneciente a la familia Lycaenidae.

## Especies
Este género contiene las siguientes especies:
- Cephetola aureliae  Libert, 1999
- Cephetola australis  Libert, 1999
- Cephetola barnsi  Libert, 1999
- Cephetola bwamba (Jackson, 1964)
- Cephetola catuna (Kirby, 1890)
- Cephetola cephena (Hewitson, 1873)
- Cephetola chari  Libert & Collins, 1999
- Cephetola collinsi  Libert & Larsen, 1999
- Cephetola dolorosa (Roche, 1954)
- Cephetola ducarmei  Libert, 1999
- Cephetola eliasis (Kielland & Congdon, 1998)
- Cephetola epitolina  Libert & Collins, 1999
- Cephetola gerdae (Kielland & Libert, 1998)
- Cephetola ghesquierei (Roche, 1954)
- Cephetola godarti  Libert & Collins, 1999
- Cephetola izidori (Kielland & Congdon, 1998)
- Cephetola kakamegae  Libert & Collins, 1999
- Cephetola kamengensis (Jackson, 1962)
- Cephetola karinae  Bouyer & Libert, 1999
- Cephetola katerae (Jackson, 1962)
- Cephetola kiellandi (Libert & Congdon, 1998)
- Cephetola maculata (Hawker-Smith, 1926)
- Cephetola maesseni  Libert, 1999
- Cephetola marci  Collins & Libert, 1999
- Cephetola mariae  Libert, 1999
- Cephetola martini (Libert, 1998)
- Cephetola mengoensis (Bethune-Baker, 1906)
- Cephetola mercedes (Suffert, 1904)
- Cephetola mpangensis (Jackson, 1962)
- Cephetola nigeriae (Jackson, 1962)
- Cephetola nigra (Bethune-Baker, 1903)
- Cephetola obscura (Hawker-Smith, 1933)
- Cephetola orientalis (Roche, 1954)
- Cephetola oubanguensis Libert & Collins, 1999
- Cephetola ouesso (Jackson, 1962)
- Cephetola overlaeti  Libert, 1999
- Cephetola peteri (Kielland & Congdon, 1998)
- Cephetola pinodes (Druce, 1890)
- Cephetola quentini  Bouyer & Libert, 1999
- Cephetola rileyi (Audeoud, 1936)
- Cephetola subcoerulea (Roche, 1954)
- Cephetola subgriseata (Jackson, 1964)
- Cephetola sublustris (Bethune-Baker, 1904)
- Cephetola tanzaniensis  Libert, 1999
- Cephetola vinalli (Talbot, 1935)
- Cephetola viridana (Joicey & Talbot, 1921)